# Metopius laeviusculus
Metopius laeviusculus är en stekelart som beskrevs av Dominique 1898. Metopius laeviusculus ingår i släktet Metopius och familjen brokparasitsteklar.

## Underarter
Arten delas in i följande underarter:
- M. l. laevior
- M. l. occidentalis